# 구아파스
《구아파스》(스페인어: Guapas)는 2014년 방영된 아르헨티나의 텔레노벨라이다.